# Matthias Hamann
Matthias Hamann (Waldsassen, 1968. február 10. –) német labdarúgóedző, hátvéd. Öccse Dietmar Hamann.
Pályafutása során 59 német élvonalbeli meccsen játszott.
Hamann az amerikai labdarúgó-válogatott szövetségi kapitányának, Jürgen Klinsmannnak a stábjában dolgozik játékosmegfigyelőként.